# P-270 Moskit
Le P-270 Moskit (en russe : « П-270 Москит », moustique), désignation OTAN SS-N-22 « Sunburn », est un missile de croisière supersonique d'origine soviétique et propulsé par statoréacteur.
Conçu pendant les années 1970 par le bureau d'études Raduga (en) afin de prendre le relais du P-120 Malakhit (SS-N-9 « Siren »), il pouvait être lancé par une grande variété de plates-formes et pouvait emporter au choix une charge militaire conventionnelle ou nucléaire.

## Histoire
Au début des années 1970, il apparut évident, aux yeux des soviétiques, que les missiles P-120 et ceux de la famille du P-15 n'étaient plus adaptés aux besoins du champ de bataille maritime du moment, qui nécessitait alors de plus-en-plus l'emploi d'armes ayant une meilleure capacité de pénétration et une portée plus importante.
Afin de pouvoir subvenir à ces besoins, une équipe du bureau d'études Raduga, dans la ville de Doubna commença à travailler sur le prototype d'un missile de croisière antinavire supersonique à vol-rasant, qui allait prendre le nom de 3M80 Moskit.
Désigné 3M80 en interne, il était également désigné P-270 dans de nombreuses documentations russes. Il fut conçu pour être employé contre de petits groupes navals de l'OTAN dans la mer Baltique (allemands et danois) et la mer Noire (turcs), ainsi que les navires hors-OTAN dans le Pacifique (Japon, Corée du Sud...). Il devait aussi défendre le territoire national contre les assauts amphibies de l'OTAN.
Les travaux sur le Moskit commencèrent en 1973 et il fut admis au service actif en 1981, dans sa version initiale 3M80. Cette mise-en-service coïncidait exactement avec la mise en place du « projet 956 » concernant les destroyers de classe Sovremenny. Il fut suivi par la version 3M80M (3M80E à l'export) en 1984.
Il était initialement conçu pour être lancé depuis les navires, mais plusieurs versions ont été adaptées pour être lancées à partir de véhicules terrestres modifiés (châssis MZKT-7930), de sous-marins, ainsi que depuis des aéronefs. Un adaptateur spécial permet en effet aux chasseurs de la famille des Su-27/Su-30 d'emporter un unique missile sous leur emplacement central de fuselage. Il fut présenté pour la première dans cette configuration sur un Su-33 (un Su-27 navalisé), et plus récemment sur la version basée à terre Su-35BM. Il fut même prévu d'être installé sur les ékranoplanes de classe « Lun ».
La classification exacte de ce missile demeure incertaine, en raison d'un grand nombre de versions différentes existantes et du secret évident entourant les capacités réelles d'une arme en activité. À l'heure actuelle, le Moskit est l'un des missiles répertoriés par l'OTAN sous la désignation de « SS-N-22 Sunburn ».

## Caractéristiques

### Généralités
Le Moskit possède des caractéristiques de structure très classiques, avec des ailettes delta en X au centre du fuselage et des gouvernes monobloc en X disposées à la queue. Toutes ces parties sont repliables. Il est propulsé par un statoréacteur Turayevo 3D83 pour sa phase de croisière, qui prend le relais une fois la poudre de l'étage d'accélération consumée après le lancement (combustion d'une durée de 4 s). Ce propulseur est alimenté par 4 entrées d'air semi-circulaires réparties autour du corps du missile, vers le milieu de sa longueur.
La portée du missile est de 120 km en configuration de vol « Hi-Lo » et de 80 km en configuration « Lo », valeurs ramenées respectivement à 160 et 120 km dans le cas de la version 3M82 (Moskit-M). Ces valeurs tenant compte des manœuvres effectuées par le missile en vol, il est théoriquement possible d'imaginer que le missile pourrait atteindre des distances bien plus importantes si son vol se faisait en ligne droite.
Après le lancement, le missile atteint son régime de croisière, à une vitesse de Mach 2.6 (2 800 km/h) à haute-altitude et Mach 1.5 (1 800 km/h) à basse-altitude, ces vitesses étant le triple de celle atteinte par le missile subsonique américain AGM-84 Harpoon. Lors de cette première phase du vol, sa trajectoire est contrôlée par sa centrale inertielle, assistée par un radar altimétrique KTRV-Detal 3A-81E-01, modèle déjà connu pour équiper une autre missile russe, le Kh-59ME.
Il est équipé d'un nouveau radar à modes actif / passif, conçu par la firme GosNPO Altaïr, travaillant en bandes D à F et permettant de suivre de manière active ou passive les sources d'émission radar ou ECM (Electronic Counter Measures : contre-mesures électroniques) provenant de la cible. Après la phase de vol de croisière, il est mis en action, à environ 10 km de sa cible. Le temps restant alors jusqu'à l'impact étant inférieur à 20 s, ce qui laisse vraiment peu de temps au navire ciblé pour réagir. La capacité de ce système à permuter entre les modes actif et passif lui confère une exceptionnelle résistance aux contre-mesures ennemies.
Lorsque des missiles « lents » comme l'Exocet français ou le Harpoon américain sont lancés, le temps théorique maximal de réponse de la part du navire visé est de 120 à 150 s. Ce temps de réponse important lui laisse du temps pour organiser et déployer des mesures défensives de premier niveau (brouillage, leurres...) avant d'employer les moyens « lourds » tels que les missiles ou les canons automatiques de défense rapprochée. La vitesse élevée du missile Moskit réduit ce temps de réponse à un intervalle compris entre 25 et 30 s, ce qui rend l'usage des contre-mesures presque inutile et le lancement de missiles ou le tir des canons très difficile.
Lorsqu'il doit être employé contre des assauts amphibies de l'OTAN, il est tiré depuis des navires de petites dimensions, selon la technique du « Hit-and-Run » : les bâtiments, en groupes de 2 ou de 4, font feu en une salve rapide de 8 à 16 missiles avant de dégager rapidement de la zone où ils se trouvaient. Même si cette salve est tirée par plusieurs navires à-la-fois, le système de planification de missions informatisé du Moskit permet de calculer les routes de chacun des missiles, de manière qu'ils arrivent tous sur leurs cibles au même moment. Des tactiques similaires peuvent être employées contre des navires de transport isolés en eaux territoriales, même si le nombre de missiles tirés serait moindre (de 2 à 4).

### Spécifications techniques supplémentaires
- Secteur de lancement, par-rapport au plan latéral du navire : ± 60 o
- Temps de mise en action du missile, depuis l'arrêt complet jusqu'au tir : 50 s
- Temps de mise en action du missile, depuis l'état « prêt-au-combat » : 11 s
- Intervalle de tir entre deux missiles (salve) : 5 s
- Intervalle de maintenance : 18 mois[Note 4]
- Vitesse de la cible : jusqu'à 185 km/h
- État de la mer (cible classique / faible signature) : Mer 6 / Mer 5
- Conditions météo : vents pouvant atteindre 20 m/s

## Carrière opérationnelle
Les systèmes-missiles 3M80 et 3M80M furent mis en service en même-temps que les destroyers de classe Sovremennyy du « projet 956 »,, alors que sa version améliorée 3M82 entra en service un peu plus tard, sur des navires du même type mais légèrement modifiés.
Au total, 18 de ces bâtiments furent commandés pour être affectés au-sein de la marine russe (VMF), entre 1980 et 1999, même si l'un d'entre eux semble être resté inachevé pour des raisons financières. Deux exemplaires supplémentaires furent commandés par la Chine pour la marine de l’Armée populaire de libération, entre 2000 et 2001, équipés des systèmes 3M80E (« E » pour « eksportirovaniye », exportation). Chacun de ces navires est équipé de deux grappes de 4 lanceurs, montés sur des affûts mobiles KT-190. Les systèmes de contrôle de tir Mineral, désignés « Band Stand » par l'OTAN, sont constitués d'une installation-radar dotée d'un récepteur travaillant en modes actif et passif.
Dans les années '80 et '90, les soviétiques (plus tard la Russie) passèrent également commande et prirent livraison de 34 navires de petite taille de classe Molnya. Issus du « projet 1241.1RZ », ils sont désignés par l'OTAN « Tarantul III » et sont des versions modifiées des anciens « Tarantul II », d'autres navires de classe Molnya étant eux issus du « projet 1241.1 ». Ces anciens bateaux étaient équipés de 4 lanceurs pour missiles P-15M Termit. Suivant les indications du « projet 1241.RZ », ils furent remplacés par 4 lanceurs pour Moskit's, disposés en deux assemblages KT-152 de deux lanceurs chacun. Les bateaux sont également équipés d'un système de contrôle de tir plus petit de type Titanit, fonctionnant de manière active / passive de la même façon que son homologue Mineral.
Sur ces 34 navires, 28 sont encore en service à l'heure actuelle, un a été transféré à l'Ukraine et 5 exemplaires ont été retirés de la commande initiale à la suite de problèmes financiers.
Le dernier type de navire à encore employer le système 3M80 est l'aéroglisseur lance-missiles de classe Bora / Dergach (« projet 1239 »). Deux furent commandés en 1989 et 1992. Ces bâtiments sont équipés des mêmes 8 lanceurs que les destroyers de la classe Sovremennyy. Un des deux est en activité au-sein de la flotte en mer Baltique (41e brigade) et l'autre sert au-sein de la flotte russe de la mer Noire (36e brigade).

## Versions
Les versions dérivées du missile original ont été désignées 3M80M et 3M82 (Moskit-M).
La désignation P-270 semblerait être le code de désignation initial du produit, alors que l'agence principale des missiles et de l'artillerie du Ministère de la Défense russe (l'indice GRAU : l'équivalent de la DGA française), désigne les diverses versions produites avec un préfixe « 3M ».
- 3M80 : Première version du missile. Portée : 93 km[1].
- 3M80M : Version à portée accrue du 3M80, sortie en 1984. Portée : 120 km[1].
- 3M80E : Désignation du 3M80M destiné à l'exportation.
- 3M82 « Moskit-M » : Version la plus récente du missile, avec une portée encore améliorée (160 km).
- ASM-MMS (Kh-41) : Version aéroportée du missile.

## Utilisateurs
Ancien
- Union soviétique : Reversés à la Russie, à la chute du bloc soviétique.

Actuels
- Russie
- Ukraine : Employé par un navire de classe « Tarantul III », appartenant auparavant à la marine russe[1].
- Chine : Marine de l’Armée populaire de libération
- Inde